# CMLL Show Aniversario 88
CMLL Show Aniversario 88 fue un evento de pago por visión de lucha libre profesional producido por Consejo Mundial de Lucha Libre. Tuvo lugar el 24 de septiembre de 2021 desde la Arena México en Ciudad de México. 
El evento también se anuncia como "Noche de Campeones" por segunda vez consecutiva, donde los fanáticos decidirán los oponentes de los campeones defensores en el evento.

## Resultados
- Campeonato Nacional en Parejas Femenil: La Jarochita y Lluvia vs. Dark Silueta y Reyna Isis.
- Campeonato Nacional en Parejas: Espíritu Negro y Rey Cometa vs. Akuma y Espanto Jr.
- Campeonato Mundial de Peso Completo del CMLL: Último Guerrero (c) vs. Hechicero.
- Campeonato Mundial en Parejas del CMLL vacante: Titán y Volador Jr. vs. Los Gemelos Diablo I y II.
  - El título quedó vacante debido a que Místico dejó la empresa y Carístico regresaría con su antiguo nombre.
- Campeonato Nacional de Peso Ligero vacante: Dragón Rojo Jr. vs. Templario.

- Datos: Q108617228